# 하나히메 마논
하나히메 마논(일본어: 花妃 舞音 はなひめ まのん[*], 11월 13일 - )은 다카라즈카 가극단 츠키구미에 소속된 여역이다.
아키타현 아키타시 출신, 아키타대학 교육문화부 부속중학교 출신이다. 키 163cm, 애칭은 "마논(まのん)", "히메(ひめ)"이다.

## 약력
2018년, 다카라즈카 음악학교에 입학.
2020년, 다카라즈카 가극단 106기생으로 입단. 츠키구미 공연 「WELCOME TO TAKARAZUKA / 피가르 광소곡」으로 초무대. 그 후 츠키구미에 배속.
2022년, 츠키시로 카나토ㆍ우미노 미츠키 톱 콤비 대극장 오히로메 공연 「오늘 밤, 로망스극장에서」로 신인공연 첫 히로인. 입단 2년차의 발탁이다.

## 주요 무대
| 기간 (월)       | 소속 | 제목                       | 공연장                                 | 배역                              | 비고                                    |
| --------------- | ---- | -------------------------- | -------------------------------------- | --------------------------------- | --------------------------------------- |
| 2020년          |      |                            |                                        |                                   |                                         |
| 9 - 11          | 츠키 | WELCOME TO TAKARAZUKA      | 다카라즈카 대극장                      |                                   | 초무대                                  |
| 9 - 11          | 츠키 | 피가르 광소곡              | 다카라즈카 대극장                      |                                   | 초무대                                  |
| 11 - 2021년 1월 | 츠키 | WELCOME TO TAKARAZUKA      | 도쿄 다카라즈카 극장                   |                                   |                                         |
| 11 - 2021년 1월 | 츠키 | 피가르 광소곡              | 도쿄 다카라즈카 극장                   |                                   |                                         |
| 2021년          |      |                            |                                        |                                   |                                         |
| 5 - 8           | 츠키 | 오란키 (桜嵐記)            | 다카라즈카 대극장 도쿄 다카라즈카 극장 | 소년 쿠스노키 마사노리 (신인공연) | 본역 : 이치노 린                        |
| 5 - 8           | 츠키 | Dream Chaser               | 다카라즈카 대극장 도쿄 다카라즈카 극장 |                                   |                                         |
| 10 - 11         | 츠키 | 카와기리의 다리            | 하카타좌                               | 오키미                            |                                         |
| 10 - 11         | 츠키 | Dream Chaser -새로운 꿈에- | 하카타좌                               |                                   |                                         |
| 2022년          |      |                            |                                        |                                   |                                         |
| 1 - 3           | 츠키 | 오늘 밤, 로망스극장에서    | 다카라즈카 대극장 도쿄 다카라즈카 극장 | 미유키 (신인공연)                 | 본역 : 우미노 미츠키 신인공연 첫 히로인 |
| 1 - 3           | 츠키 | FULL SWING!                | 다카라즈카 대극장 도쿄 다카라즈카 극장 |                                   |                                         |
| 5               | 츠키 | 부에노스아이레스의 바람    | 일본청년관 드라마시티                  | 리리아나                          |                                         |
| 7 - 10          | 츠키 | 그레이트 갯츠비            | 다카라즈카 대극장 도쿄 다카라즈카 극장 |                                   |                                         |